# أم هاني

أم هاني إحدى قرى الجمهورية التونسية، تقع في ولاية بنزرت، جنوب شرقي منزل بورقيبة.

## مواضيع ذات علاقة
- ولاية بنزرت.